# Karl Albert von Rudolphi
Karl Albert von Rudolphi (* 13. Februar 1799 in Potsdam; † 4. Mai 1864 in Erfurt) war ein preußischer Generalleutnant.

## Leben

### Herkunft
Karl Albert war ein Sohn des preußischen Generalleutnants Nikolaus Ludwig von Rudolphi (1772–1837) und dessen Ehefrau Friederike Wilhelmine Henriette von Wedel (1764–1831). Der Vater war später Gutsbesitzer in Wesendahl, im Barnim, nordöstlich von Berlin.

### Militärkarriere
Rudolphi besuchte die Ecole militaire und wurde am 4. April 1812 als Portepeefähnrich dem 1. Schlesischen Husaren-Regiment der Preußischen Armee überwiesen. Mit dem Regiment nahm er 1812 während des Feldzuges gegen Russland an den Gefechten bei Eckau, Mesothen, Olai und Dünaburg teil. Rudolphi avancierte Mitte Dezember 1813 zum Sekondeleutnant und wurde zugleich dem Brandenburgischen Husaren-Regiment aggregiert. Während der Befreiungskriege kämpfte er in der Schlacht bei Dresden und erwarb bei Kulm das Eiserne Kreuz II. Klasse. Ferner kämpfte er bei Leipzig, Laon, Paris sowie der Blockade von Erfurt und den Gefechten bei Pirna, Nollendorf, Peterswalde, Arbesau, Chalons, Chateau-Thierry, Claye und Mery. Am 29. März 1815 kam er in das 8. Dragoner-Regiment und am 3. Juli 1815 zu den Garde-Husaren.
Nach dem Krieg wurde er am 19. Juni 1817 als Adjutant in die 3. Kavallerie-Brigade versetzt, bis er am 14. Dezember 1819 mit Halbsold aus dem Dienst ausschied. Am 27. Juni 1821 wurde er dann dem 3. Husaren-Regiment aggregiert und 1822/25 zum Topographischen Büro versetzt. Am 30. März 1827 kam er als Adjutant zum Generalkommando des IV. Armee-Korps. Dort stieg Rudolphi bis Ende Oktober 1841 zum Major auf. Am 22. März 1843 kam er dann als Eskadronchef in das 1. Husaren-Regiment und wurde am 22. März 1845 als etatsmäßiger Stabsoffizier in das 3. Ulanen-Regiment versetzt. Am 13. April 1848 beauftragte man ihn zunächst mit der Führung des 6. Husaren-Regiments und ernannte ihn am 7. Mai 1848 zum Regimentskommandeur. In dieser Stellung avancierte Rudolphi bis Ende September 1851 zum Oberst. Am 25. April 1854 erfolgte seine Ernennung zum Kommandeur der 4. Kavallerie-Brigade und am Mitte Juli 1854 stellte man ihn à la suite seines bisherigen Regiments. Mit der Beförderung zum Generalmajor wurde er am 12. Juli 1855 Kommandeur der 7. Kavallerie-Brigade. Er kam am 18. September 1856 als Militärbevollmächtigter nach Sankt Petersburg und wurde am 15. Oktober 1856 in dieser Stellung zum General à la suite des Königs ernannt. Krankheitsbedingt erhielt Rudolphi Ende Juni 1857 einen Urlaub von sechs Monaten zur Wiederherstellung seiner Gesundheit bewilligt. Rudolphi kehrte nicht nach Sankt Petersburg zurück, sondern wurde zunächst am 5. November 1857 Kommandeur der 13. Kavallerie-Brigade und erhielt am 21. November 1858 das Kommando über die 8. Division. Dort wurde er am 31. Mai 1859 zum Generalleutnant befördert. Im Rahmen der Mobilmachung anlässlich des Sardinischen Krieges war Rudolphi Kommandeur 4. Kavallerie-Division. Er wurde am 13. November 1860 mit dem Großkreuz des Hausordens vom Weißen Falken ausgezeichnet, und am 9. Januar 1861 zur Anzeige der Thronbesteigung von Wilhelm I. nach Kassel an den Hof des Kurfürsten von Hessen geschickt. Dort erhielt er am 7. Februar 1861 das Großkreuz des Wilhelmsordens. Weiter erhielt er am 27. Juni 1861 den Orden der Heiligen Anna I. Klasse, am 18. Oktober 1861 den Roten Adlerorden I. Klasse sowie am 15. Oktober 1861 das Großkreuz des Sachsen-Ernestinischen Hausordens.
Unter Verleihung des Kronenordens I. Klasse wurde Rudolphi am 6. Mai 1862 mit Pension zur Disposition gestellt. Er starb am 4. Mai 1864 in Erfurt.

### Familie
Rudolphi heiratete am 8. Mai 1825 in Burg Laura Luise von Boemcken (* 1801), eine Tochter des Obersten Melchior Lebrecht von Boemcken (1752–1810), Oberst und Kommandeur des Kolbergschen Infanterieregiments, er war mit Henriette von Rudophi verheiratet. Das Paar hatte eine Tochter.